# Multimage
Multimage è un'associazione di promozione sociale fondata nel 1995.

## Finalità
Lo scopo di Multimage è quello di diffondere idee, sentimenti ed azioni basate sulla difesa dei diritti umani, la nonviolenza, la non-discriminazione.
L'associazione ha inoltre come obiettivo quello di offrire gli strumenti per pubblicare ad associazioni e singole persone che desiderano pubblicare un libro.

## Membri
Le persone che partecipano all'associazione sono tutti volontari che prestano le loro competenze professionali in modo totalmente gratuito.

## Storia
L'associazione, nata nel 1995,  ha iniziato le proprie attività negli anni '90 con la pubblicazione dell'Opera Completa del fondatore del Movimento Umanista, Silo
 ma quest'attività, sostanzialmente conclusa all'inizio degli anni 2000 sarà solo l'inizio di una produzione editoriale, sia cartacea che di CD-ROM, gadgets e e-books, arrivata a oltre  200 titoli. La produzione ha riguardato in particolare i Diritti Umani (con particolare attenzione al tema dell'abolizione della pena di morte), il pacifismo (con un'intensa collaborazione con l'associazione PeaceLink ), la memoria dei campi di sterminio (con le testimonianze di Silvano Lippi e Enea Fergnani), di approfondimento di studi umanisti ; recentemente ha messo anche in moto due collane: una legata a libri per bambini fatti con la collaborazione dei bambini stessi Lisolachecé  e un'altra, AnastatiKa, dedicata alla ristampa anastatica di libri rari ed introvabili . Conta tra i suoi autori grandi classici come Pico della Mirandola e Erasmo da Rotterdam ma anche autori moderni come il già citato Silo, Noam Chomsky  e Michail Gorbachev.
Oltre a pubblicare libri l'associazione ha sviluppato numerose relazioni con altre case editrici affini e ha partecipato con sue attività ed autori a numerose attività nazionali ed internazionali di promozione della cultura e della lettura.
Nel 2021 lancia il Primo Festival del Libro per la Pace e la Nonviolenza la cui prima edizione si è svolta a Roma nel 2022 con il contributo di numerose realtà editoriali e associazioni pacifiste. Eirenefest conta attualmente con tre edizioni nazionali svolte e una rete di edizioni locali.